# Zisterzienserinnenkloster Santa Ana (Brihuega)
Das Zisterzienserinnenkloster Santa Ana ist seit 1615 ein Kloster der Zisterzienserinnen in Brihuega, Provinz Guadalajara, in Spanien.

## Geschichte
Das Kloster Santa Ana in Brihuega (25 km nordöstlich von Guadalajara) wurde 1615 von vermögenden Adeligen gestiftet und durch Nonnen aus dem Zisterzienserinnenkloster San Joaquín y Santa Ana (Valladolid) besiedelt. 1969 bezogen die Nonnen einen Neubau im Paseo de la Princesa. Die Schwestern unterhalten sich durch Herstellung und Verkauf von Kunstobjekten. Äbtissin Matilde Fernández Donoso trat am 15. Oktober 2017 aus Altersgründen von ihrem Amt zurück.